# Дивово (Рязанская область)
Дивово — посёлок в Рыбновском районе Рязанской области России, входит в состав Глебковского сельского поселения.

## География
Расположен на берегу реки Меча в 2 км на северо-запад от центра поселения посёлка Глебково и в 12 км на северо-запад от райцентра Рыбное, в 4 км от ж.-д. станции Дивово на линии Голутвин — Рязань.

## История
В XIX — начале XX века на месте посёлка существовала деревня Нагорное Городище, входившая в состав Старолетовской волости Зарайского уезда Рязанской губернии. Деревня принадлежала роду дворян Дивовых. В XIX веке генерал Николай Адрианович Дивов (1792—1869, сын сенатора А. И. Дивова) создал в Дивово конный завод. В XIX веке в Дивове был построен усадебный комплекс «Дом с минаретом».
В 1905 году в деревне было 73 двора. 
После 1917 года в деревне был организован коневодческий совхоз Глебково-Дивово, входивший в состав Старолетовского сельсовета Рыбновского района Рязанского округа Московской области, с 1937 года — в составе Рязанской области.
В 1960 году на свою экспериментальную базу — Опытный конный завод в посёлок из Москвы был переведен ВНИИ коневодства. 
С 2005 года посёлок включён в состав Глебковского сельского поселения.

## Инфраструктура
В посёлке расположен Всероссийский научно-исследовательский институт коневодства.

## Население
| 1859 | 1906 | 2010 |
| ---- | ---- | ---- |
| 382  | ↗609 | ↘481 |